# Brachymesia furcata
Brachymesia furcata är en trollsländeart som först beskrevs av Hagen 1861.  Brachymesia furcata ingår i släktet Brachymesia och familjen segeltrollsländor. Inga underarter finns listade i Catalogue of Life.